# أولمايلوس دي مونيو
بلدية أولمايلوس دي مونيو (بالإسبانية: Olmillos de Muñó)‏، هي إحدى بلديات مقاطعة برغش، التي تقع في منطقة قشتالة وليون، والتي تقع في شمال غرب إسبانيا.
يبلغ عدد سكانها 43 نسمة وفقاً لإحصائية سنة (2002).